# Momme (Einheit)
Die Momme (jap. 匁 bzw. 文目), auch Monme oder Me (目), war eine Gewichts- und Mengeneinheit im japanischen Shakkanhō-System.

## Gewichtseinheit
Das Maß wurde über Japan hinaus auch als Seidengewicht verwendet. Momme entspricht dem chinesischen Maß Qian, veraltet: Tschih / Tsien (chin. 錢).
- 1 Momme = 10 Fun = 3,75 Gramm
- 4 Momme = 1 Ryōme = 15 Gramm
- 160 Momme = 1 Kin (jap. Pfund) = 600 Gramm

Umrechnungen ins angloamerikanische Avoirdupois-System:
- 1 Drachme = 0,4725 Momme ≈ 1,772 Gramm
- 1 Unze = 7,5599 Momme ≈ 28,35 Gramm
- 1 Pfund = 120,958 Momme ≈ 453,5925 Gramm.

Bei der praktischen Anwendung des Maßes errechnete man das Seidengewicht für einen Quadratmeter. Die Momme entsprach hier, dem Sachverhalt angepasst, etwa 4,31 Gramm pro Quadratmeter. Das Seidenstück war in der einfachen Taft- oder Leinenbindung gewebt und mit Pongé bezeichnet. Dieser Name wurde als Feinheitsmaß für Seidengewebe genommen, dazu war die angehängte Zahl mit dem Mommegewicht pro Quadratmeter zu multiplizieren; Beispiel: bei Pongé 4 wiegt der Quadratmeter Seide etwa 17,24 Gramm.

## Mengeneinheit
- 1 Momme = 10 Fun = 100 Rin = 1000 Mō